# First International Bank of Israel
First International Bank of Israel (hebrejsky: הבנק הבינלאומי הראשון לישראל , ha-Bank ha-bejnle'umi ha-rišon le-Jisra'el, doslova První mezinárodní izraelská banka, zkratka FIBI) je izraelská banka.

## Dějiny
Byla založena roku 1972. Její vznik inicioval tehdejší ministr financí Izraele Pinchas Sapir. Mělo tak dojít ke sloučení několika menších finančních ústavů a vytvoření silné bankovní skupiny s mezinárodním potenciálem. Do nové banky se sloučily stávající The Foreign Trade Bank, The Export Bank, The Israeli Industrial Bank, Atzmaut Mortgage, Development Bank a několik dalších finančních ústavů. Prvním investorem byl izraelský stát a American First Pennsylvania Bank z USA, která ovšem svůj podíl v roce 1978 prodala skupině Eisenberg Group, od které přešel později na skupinu Danot Group. V roce 1977 ovládla i Banku PAGI napojenou na náboženské hnutí Po'alej Agudat Jisra'el. Od roku 2003 banku kontroluje Cadik Bino. Od roku 2006 jí patří Banka Ocar ha-chajal, původně zaměřená na finanční služby pro vojáky a zaměstnance armády. Ovládá rovněž banku U-Bank a Banku Masad.

## Popis
Předsedou správní rady je Jack Ela'ad, ředitelem Smadar Barber-Cadik. Banka je obchodována na Telavivské burze cenných papírů. Podle dat z roku 2010 byla First International Bank of Israel pátým největším bankovním ústavem v Izraeli podle výše celkových aktiv.